# 红喉鹦雀
红喉鹦雀（学名：Erythrura psittacea）是新喀里多尼亚的一种梅花雀。其全球分布范围约为20,000至50,000平方千米。
红喉鹦雀分布于亚热带和热带的低地湿润森林以及疏灌丛中。该物种的保护状况被评为无危。